# Haldensleben
Haldensleben  est une ville allemande située en Saxe-Anhalt et chef-lieu de l'arrondissement de Börde. Elle est connue pour son centre-ville médiéval avec des remparts presque complètement conservés et pour la seule statue de Roland assis à cheval dans toute l'Europe.

## Géographie
La commune de Haldensleben rassemblant la ville-centre et de plusieurs anciennes communes rattachées s'étend entre la plaine fertile de la Magdeburger Börde au sud et la lande d'Altmark (Colbitz-Letzlinger Heide) au nord.
Haldensleben est distante de 25 km au nord-ouest de Magdebourg, 50 km à l'est de Wolfsbourg et 150 km à l'ouest de Berlin. La ville dispose d'un port fluvial au Mittellandkanal qui fut creusé juste à côté de la ville, et les ruisseaux Ohre et Beber touchent le périmètre urbain. Comme ses environs sont assez boisés, elle est aussi surnommée «Ville entre les forêts».

## Quartiers et hameaux
Aujourd'hui, la ville de Haldensleben se divise en plusieurs quartiers : celui de Haldensleben-la-nouvelle (Neuhaldensleben), où se trouve l'hôtel de ville et les autres institutions municipales ainsi que le centre-ville médiéval et les centres commerciaux, celui de Haldensleben-la-vieille (Althaldensleben), le noyau de la ville de Haldensleben avec l'ancienne abbaye cistercienne, et quelques villages et hameaux comme suit :
Les villages appartenant à Haldensleben :
| - Hundisburg - Satuelle | - Uthmöden - Wedringen |

Les hameaux appartenant à Haldensleben :
| - Benitz - Dammühle - Detzel - Hütten | - Klausort - Forsthaus Lübberitz - Papenberg - Planken |

## Histoire
| Appartenances historiques Principauté archiépiscopale de Magdebourg 1215-1680 Royaume de Prusse (Duché de Magdebourg) 1680–1807 Royaume de Westphalie 1807–1813 Royaume de Prusse (Province de Saxe) 1815–1871 Empire allemand 1871–1918 République de Weimar 1918–1933 Reich allemand 1933–1945 Allemagne occupée 1945–1949 République démocratique allemande 1949–1990 Allemagne 1990–présent |

La première charte qui mentionne le lieu date de l'année 966, dénommant le village "hahaldeslevo" qui est aujourd'hui le quartier Haldensleben-la-vieille. L'empereur Otton le Grand transmet alors par cette charte le comté saxon de Haldensleben à un certain noble Mamaco. Le comte Dietrich d’Haldensleben et ses descendants régneraient temporairement la marche du Nord au-delà de l'Elbe qui toutefois est perdue lors d'une révolte slave en 983. Sa fille Oda a épousé le duc Mieszko Ier de Pologne en 979. La ligne des comtes s'éteignit à la mort du margrave Guillaume en 1056 et de son frère cadet Otton l'année suivante. Leur nièce Getrude épousa le duc Ordulf de Saxe en 1071.

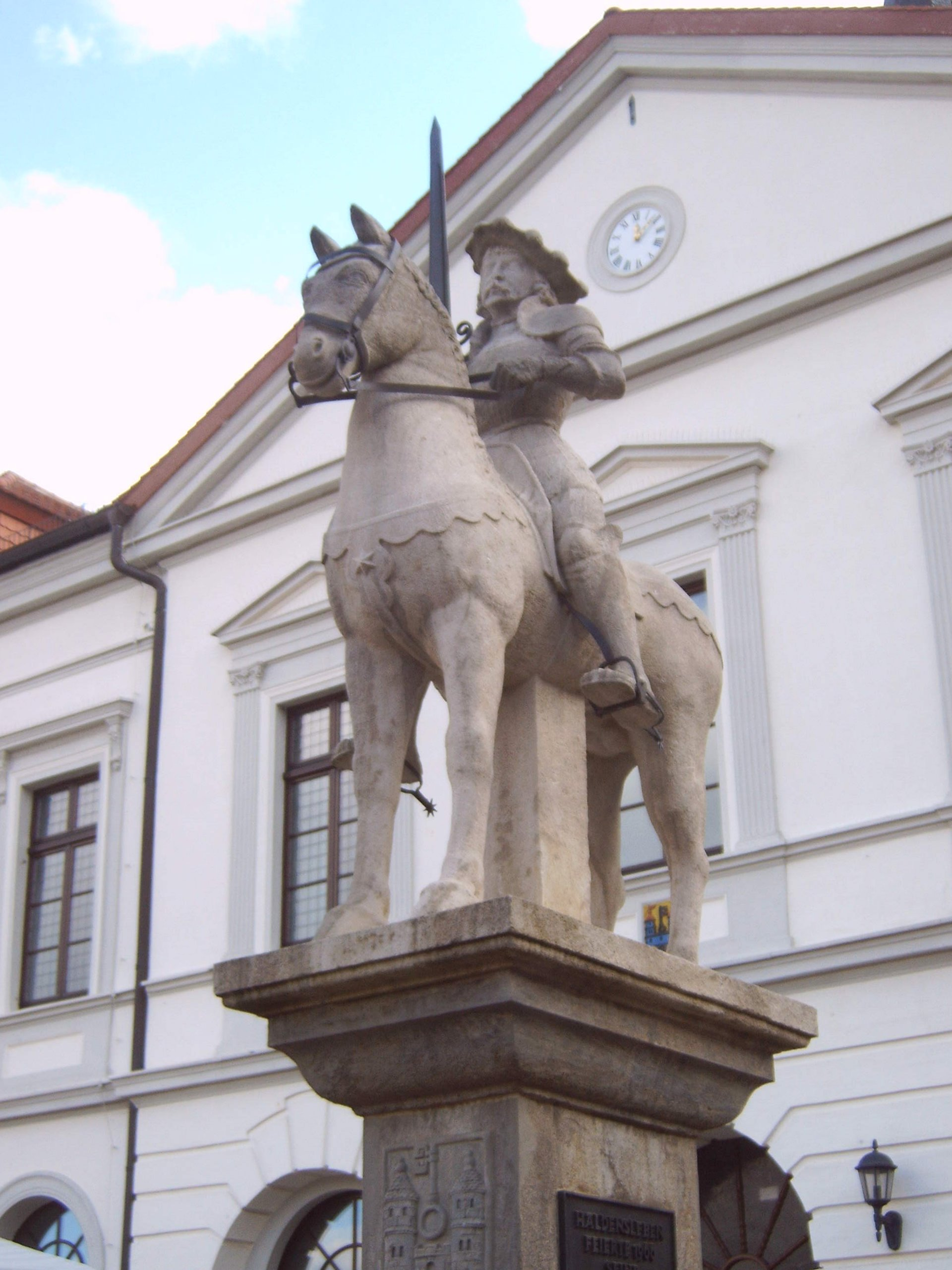
La statue de Roland.

Dérivé la forteresse de Haldensleben-la-vieille, le village de Haldensleben-la-nouvelle est né comme bourg pour les marchands en Ostphalie, idéalement situé sur la route commerciale de Magdebourg à Lunebourg ; il obtint le droit mercantile vers 1150. Après la chute du duc saxon Henri le Lion en 1180, les forces de l'archevêque Wichmann de Magdebourg ont assiégé la ville pendant plusieurs mois, en terminant avec la destruction de Haldensleben-la-nouvelle. Sous le règne de la principauté archiépiscopale de Magdebourg, la reconstruction de celle-ci commença en 1223, alors que l'archevêque Albert a fondé une abbaye cistercienne en 1228 à Haldensleben-la-vieille (sécularisée en 1810).
Le droit mercantile fut concédé à Haldensleben-la-nouvelle de nouveau en 1526 et la Réformation y fit entrée en 1541. La population a été décimée plusieurs fois par les conséquences de la guerre de Trente Ans, d'épidémies de peste et d'incendies dévastateurs. À partir de 1680, la ville faisait partie du duché de Magdebourg sécularisé, l'un des pays de Brandebourg-Prusse.
Haldensleben-la-vieille et Haldensleben-la-nouvelle furent fusionnées seulement en 1938 lors de la construction du Mittellandkanal, désormais coupant la ville de Haldensleben en deux quartiers. Après l'établissement de la République démocratique allemande en 1949, la ville, qui fit partie de l'Allemagne de l'Est, fut étendue vers le sud et l'est dans les années 1950 avec la construction d'une zone industrielle et des cités pour les ouvriers travaillant dans de nombreux entreprises publiques développées à cette époque-là. Dans les années 1990, après la Réunification allemande, la ville s'agrandit de nouveau par l'intégration des villes voisines de Wedringen, Satuelle, Uthmöden et Hundisburg.

## Culture et lieux touristiques

### Lieux touristiques
Haldensleben dispose de nombreux monuments historiques, dont des dolmens remontant à l'époque préhistorique.
Centre-ville historique avec des remparts médiévaux presque complètement conservés d'une longueur de 2,1 km, dont les châtelets de Bülstringen et de Stendal, édifiés au XIIIe siècle lors de la reconstruction de Haldensleben-la-nouvelle, sont les plus notables, ainsi que l'hôtel de ville datant de l'époque du classicisme allemand. Devant l'hôtel de ville, sur la place du marché, est dressé la statue de Roland, signe de liberté civile d'une ville au Moyen Âge, assis à cheval, ce qui est unique parmi toutes les statues de Roland connues. Remarquable est aussi l'église Sainte-Marie, datant du XIIIe siècle. Parmi les maisons à colombages au centre-ville historique, la Templerhaus et la Kühnsches Haus, datant du XVIe siècle tous les deux, sont les plus vieilles.

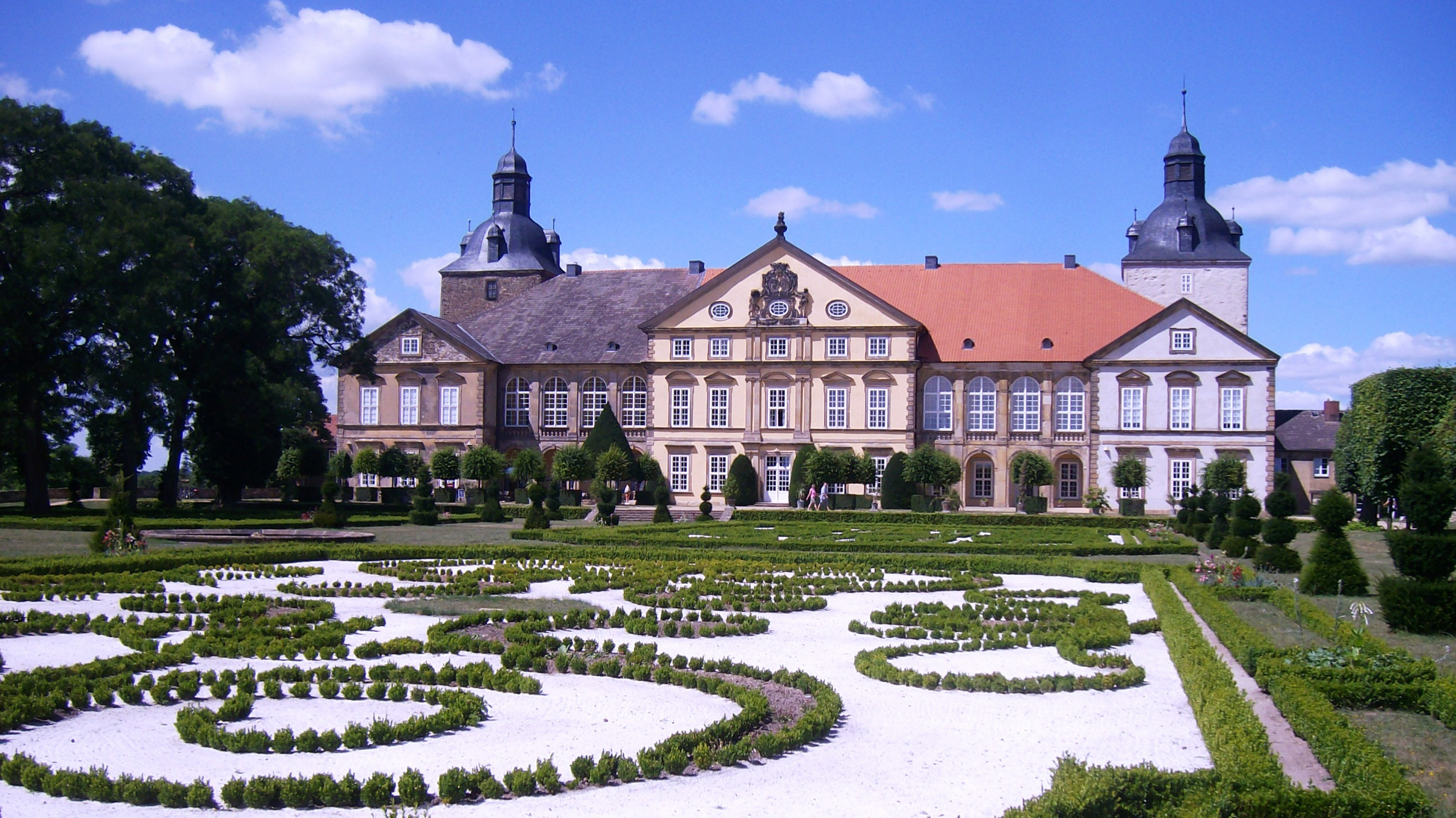
Le château de Hundisburg.

Le château baroque de Hundisburg au sud de la ville compte parmi les plus importants en Saxe-Anhalt. À l'origine une forteresse des archevêques de Magdebourg, il fut complètement reconstruit sous Jean-Frédric II von Alvensleben (de) (1657–1728), ministre d'État du roi George Ier en Hanovre. En 1945, un incendie dévasta une grande partie du bâtiment, qui est en pleine phase de reconstruction depuis 1994.

## Démographie
Nombre d'habitants à Haldensleben :
| 1964   | 1971   | 1981   | 1985   | 1989   | 1990   | 1995   | 2000   | 2001   | 2002   | 2003   | 2004   | 2005   | 2006   | 2007   | 2008   |
| ------ | ------ | ------ | ------ | ------ | ------ | ------ | ------ | ------ | ------ | ------ | ------ | ------ | ------ | ------ | ------ |
| 24 051 | 23 449 | 23 170 | 23 505 | 23 488 | 23 224 | 21 755 | 20 871 | 20 830 | 20 598 | 20 448 | 20 036 | 19 886 | 19 618 | 19 367 | 19 210 |

En 1964, 1971 et 1981, des recensements eurent lieu. En 1990, le jour de référence fut le 3 octobre 1990. 2008 : 30 juin 2008.
Source : Office de la statistique du Land de Saxe-Anhalt (en allemand)

## Jumelages
- Helmstedt (Allemagne) depuis 1990
- Viernheim (Allemagne) depuis 1992
- Ciechanow (Pologne) depuis 1992

## Personnalités liées à la commune
Sont nés à Haldensleben :
- Friedrich von der Trenck (1727-1794), officier prussien
- Heinrich Schnee (1871-1949), gouverneur de l'Afrique orientale allemande
- Rudolf Uffrecht (1840-1906), peintre et sculpteur
- Reinhard Höppner (* 1948-2014), homme politique et ancien ministre-président du Saxe-Anhalt (1994 – 2002)